# آورورا (خواننده)
آورورا اکسنز(به انگلیسی: Aurora Aksnes؛ زادهٔ ۱۵ ژوئن ۱۹۹۶)  با نام هنری آورورا  یک خواننده و ترانه سرای نروژی است. معروف ترین کار او  آهنگ Runaway از آلبوم Running with the Wolves (اولین آلبومش) است.

## اوایل زندگی
آورورا اکسینز در استاوانگر متولد شد. او در اُ-اس (شهری در نزدیکی برگن) بزرگ شد.
اولین خاطره موسیقایی این بود که پیانو الکتریک والدینش را در زیر شیروانی پیدا کرده بود و بدین ترتیب مسحور موسیقی شد. والدین او برای دنبال کردن موسیقی هرگز او را تحت فشار قرار ندادند. او در ۱۰ سالگی برای اولین بار شروع به نوشتن آهنگ کرد و در سال های بعدی با اولین اجرای طولانی خود "دویدن با گرگ ها" (به انگلیسی: Running with the Wolves) شهرت یافت.
آورورا دو خواهر بزرگتر با نام‌های ویکتوریا و میراندا اکسینز دارد که به ترتیب آرایشگر و چهره پرداز هستند.

## حرفه
یک سال پس از اجرا موفق آورورا در مدرسه بود که یکی از دوستان او آهنگ را گوش داد و با اجازه آورورا آهنگ را در یک سایت پخش نروژی آپلود کرد. مدیران سایت آهنگ را گوش کردند و سریعاً را با اورورا شروع به همکاری کردند.

### ۲۰۱۲ تا ۲۰۱۶
اولین آهنگ او، "عروسک خیمه شب بازی" در دسامبر ۲۰۱۲ در دسترس قرار گرفت که ادامه آن، "بیداری" در مه ۲۰۱۳ منتشر شد.
اولین تک‌آهنگش با شرکت دکا ریکوردز، "زیر ستاره‌ها " در نوامبر ۲۰۱۴ بود و به دنبال آن، " فرار کن " در فوریه ۲۰۱۵ منتشر شد.
فرار کن در سرویس بریتانیایی اسپاتیفای موفقیت بزرگی بدست آورد (۱ میلیون پخش در ۶ هفته).
" دویدن به همراه گرگ‌ها " در آوریل ۲۰۱۵ منتشر شد و توسط ایستگاه‌های جهانی بی‌بی‌سی رادیو ۱ و رادیو ۲ و ۶ میوزیک مورد توجه قرار گرفت.
تکرار مکرر آن روی این ایستگاه‌های رادیویی آورورا را به جلو راند طوری که نامش در صفحات ایندیپندنت و گاردین نیز دیده شد.
سومین آهنگ آورورا ، آهنگ قتل (۵٬۴٬۳٬۲٬۱) در سپتامبر ۲۰۱۵ منتشر شد. این آهنگ توسط مطبوعات ملی، رادیو و وبلاگ‌های موسیقی پشتیبانی شد.
تک آهنگ بعدی او " آن سر دنیا " که کاور آهنگ جان لوییس با همین نام بود نیز در ۲۰۱۵ منتشر شد.
آهنگی بعدی اش که بعد از آن سر دنیا منتشر شد، "فاتح" نام دارد. این آهنگ در ژانویه ۲۰۱۶ و موزیک ویدیو آن ماه بعدش منشر گردید.
آلبوم " تمام شیاطینم به من، مثل یک دوست درود می‌فرستند " در ۱۱ مارس ۲۰۱۶ منتشر شد که نظر منتقدان را جلب کرد. پس از انتشار آلبوم، سراغ تور اروپایی اش رفت که در بین همه، از انگلستان جمعیت بی شماری برای دیدار آمده بودند.
آخرین آلبوم آرورا در ژوئن 2024 با عنوان What Happened to the Heart  منتشر شد.

## ترانه‌شناسی

### آلبوم‌های استدیویی
| عنوان                                          | توضیحات                                                                                   | بهترین رتبه در جدول جهانی | بهترین رتبه در جدول جهانی                                                                   | بهترین رتبه در جدول جهانی | بهترین رتبه در جدول جهانی | بهترین رتبه در جدول جهانی | بهترین رتبه در جدول جهانی |
| عنوان                                          | توضیحات                                                                                   | نروژ                      | استرالیا (آریا)!! scope="col" style="width:3em;font-size:85%;" href="پیانو الکتریک" \|آلمان | ایرلند                    | انگلستان                  | آمریکا (بیلبورد)          |                           |
| ---------------------------------------------- | ----------------------------------------------------------------------------------------- | ------------------------- | ------------------------------------------------------------------------------------------- | ------------------------- | ------------------------- | ------------------------- | ------------------------- |
| تمام شیاطینم مثل یک دوست برای من درود می‌فرستند | - تاریخ انتشار: ۱۱ مارس ۲۰۱۶ - لیبل: Decca, Glassnote - فرمت: Digital download, CD, vinyl | 1                         | 51                                                                                          | 24                        | 66                        | 28                        | ۱۵۰                       |

### آلبوم‌های چندآهنگه
| عنوان             | توضیحات                                               |
| ----------------- | ----------------------------------------------------- |
| دویدن همراه گرگ‌ها | - انتشار: ۳ می ۲۰۱۵ - لیبل: Decca - فرمت: برای دانلود |

## تک‌آهنگ‌ها
| ۲۰۱۳ | "بیداری"                | Awaking                     |
| ۲۰۱۴ | "زیر ستاره ها"          | Under Stars                 |
| ۲۰۱۵ | "فرار کن"               | Runaway                     |
| ۲۰۱۵ | "دویدن همراه گرگ ها"    | Running With the Wolves     |
| ۲۰۱۵ | "ترانه قتل (۵٬۴٬۳٬۲٬۱)" | Murder Song (۱ ،۲ ،۳ ،۴ ،۵) |
| ۲۰۱۵ | "آن سر دنیا"            | Half the World Away         |
| ۲۰۱۶ | "فاتح"                  | Conqueror                   |
| ۲۰۱۶ | "زیاده روی کردم"        | I Went Too Far              |
| ۲۰۲۴ | "خون تو"                | Your blood                  |
| ۲۰۲۴ | "تضاد ذهن"              | The conflict of the mind    |